# Acid Android
acid android és un projecte en solitari format per yukihiro, el bateria del popular grup de rock japonès L'Arc~en~Ciel. Igual que L'Arc~en~Ciel, tenen contracte amb la divisió de Sony Music Japan Ki/oon Records. Els llançaments d'acid android, coms els d'altres membres del grup, els projectes personals tenen lloc entre el descans que hi ha entre disc i disc de L'Arc~en~Ciel quan no tenen obligacions els membres. Fins hui acid android ha fet un àlbum, un senzill, un EP i un DVD en directe. La banda, en contrast amb L'Arc~en~Ciel utilitza un so més dur i més ràpid, amb més enllumenats i mecànica d'estil americà per energitzar seus concerts.

## Discografia

### Àlbums & EPs
- acid android (25 de setembre de 2002)
- faults (12 de març de 2003)
- purification (CD & SACD) (5 de maig de 2006)

### Senzills
- ring the noise (27 de setembre de 2001)
- let's dance (5 d'abril 2006)

### DVD's
- acid android live 2003 (3 de març de 2004)
- acid android tour 2006 (22 de novembre de 2006)